# Río Abuná
Le río Abuná (en portugais : rio Abunã) est une rivière de Bolivie et du Brésil et un affluent du rio Madeira dans le bassin amazonien. 

## Géographie
La longueur de son cours est de 375 km.
Le bassin de l'Abuná couvre une superficie de 25 870 km2 en territoire bolivien, entièrement dans le département de Pando, et près de 10 000 km2 au Brésil.
La rivière très abondante délimite une bonne partie de la frontière nord de Bolivie et ce jusqu'à son point de confluence avec le Madeira près de Manoa.
L'Abuná a pour origine la confluence des ríos Chipamanu et Kharamanu, dans la province Nicolas Suárez du département de Pando et reçoit comme affluents les ríos Negro, Mamo-Manu, Kharamanu, Rapirrán y Chipamanu. Après avoir parcouru 375 km, il se jette dans le rio Madeira près de Manoa, en Bolivie, et du lieu-dit d'Abunã, municipalité de Porto Velho, au Brésil, après avoir délimité la frontière entre la Bolivie et le Brésil, à l'extrémité orientale de l'État d'Acre et à l'extrémité occidentale de celui du Rondônia. 